# الیوت سیلورستاین
الیوت سیلورستاین (انگلیسی: Elliot Silverstein؛ زادهٔ ۳ اوت ۱۹۲۷) کارگردان و تهیه‌کننده اهل ایالات متحده آمریکا است.

## فیلم‌شناسی
- حصار چوبی (مجموعه تلویزیونی)
- کت بالو (۱۹۶۵)
- منطقه نیمه‌روشن (مجموعه تلویزیونی)